# Lista siturilor arheologice din județul Tulcea - O
Lista siturilor arheologice din județul Tulcea - O conține toate siturile arheologice din județul Tulcea înscrise în Repertoriul Arheologic Național (RAN) și aflate în localități al căror nume începe cu litera O. RAN este administrat de Ministerul Culturii și Patrimoniului Național și cuprinde date științifice, cartografice, topografice, imagini și planuri, precum și orice alte informații privitoare la zonele cu potențial arheologic, studiate sau nu, încă existente sau dispărute.
Puteți căuta un sit din localitățile care încep cu litera O folosind formularul de mai jos sau puteți naviga prin toate siturile din județ la Lista siturilor arheologice din județul Tulcea.
| Cod RAN                                   | Denumire | Localitate                | Adresă                      | Datare                         | Descoperit | Coordonate                                    | Imagine           | Erori            |
| ----------------------------------------- | --- | ------------------------- | --------------------------- | ------------------------------ | ---------- | --------------------------------------------- | ----------------- | ---------------- |
| 161115.02.01                              | Tell-ul de la Ostrov - "Cetatea Băltina" / ansamblu anonim (Categorie: tell) (Tip: Tell)                              | sat Ostrov, comuna Ostrov | Cetatea Băltina/Valea Hogii | Gumelnița                      |            | 44°57′07″N 28°10′22″E / 44.95204°N 28.17264°E | Încărcați imagine | Raportați eroare |
| 161115.02.02                              | Tell-ul de la Ostrov - "Cetatea Băltina" / ansamblu anonim (Categorie: tell) (Tip: așezare)                           | sat Ostrov, comuna Ostrov | Cetatea Băltina/Valea Hogii | Babadag                        |            | 44°57′07″N 28°10′22″E / 44.95204°N 28.17264°E | Încărcați imagine | Raportați eroare |
| 161115.02.03                              | Tell-ul de la Ostrov - "Cetatea Băltina" / ansamblu anonim (Categorie: tell) (Tip: Așezare)                           | sat Ostrov, comuna Ostrov | Cetatea Băltina/Valea Hogii | sec. V-II a.Chr.               |            | 44°57′07″N 28°10′22″E / 44.95204°N 28.17264°E | Încărcați imagine | Raportați eroare |
| 161115.02.04                              | Tell-ul de la Ostrov - "Cetatea Băltina" / ansamblu anonim (Categorie: tell) (Tip: Așezare)                           | sat Ostrov, comuna Ostrov | Cetatea Băltina/Valea Hogii |                                |            | 44°57′07″N 28°10′22″E / 44.95204°N 28.17264°E | Încărcați imagine | Raportați eroare |
| 161115.01.01 (Cod LMI: TL-I-s-A-05872)    | Situl arheologic de la Ostrov - "Piatra Frecăței" / ansamblu anonim (Categorie: locuire civilă) (Tip: Așezare)        | sat Ostrov, comuna Ostrov | Piatra Frecăței             |                                |            | 45°07′00″N 28°10′00″E / 45.11666°N 28.16667°E | Încărcați imagine | Raportați eroare |
| 161115.01.02 (Cod LMI: TL-I-s-A-05872)    | Situl arheologic de la Ostrov - "Piatra Frecăței" / ansamblu anonim (Categorie: locuire civilă) (Tip: Așezare)        | sat Ostrov, comuna Ostrov | Piatra Frecăței             |                                |            | 45°07′00″N 28°10′00″E / 45.11666°N 28.16667°E | Încărcați imagine | Raportați eroare |
| 161115.01.03 (Cod LMI: TL-I-m-A-05872.01) | Situl arheologic de la Ostrov - "Piatra Frecăței" / ansamblu anonim (Categorie: locuire civilă) (Tip: Așezare)        | sat Ostrov, comuna Ostrov | Piatra Frecăței             |                                |            | 45°07′00″N 28°10′00″E / 45.11666°N 28.16667°E | Încărcați imagine | Raportați eroare |
| 161115.01.04 (Cod LMI: TL-I-m-A-05872.01) | Situl arheologic de la Ostrov - "Piatra Frecăței" / ansamblu Cetatea Beroe (Categorie: locuire civilă) (Tip: Cetate)  | sat Ostrov, comuna Ostrov | Piatra Frecăței             | romano-bizantină sec. II - VII |            | 45°07′00″N 28°10′00″E / 45.11666°N 28.16667°E | Încărcați imagine | Raportați eroare |
| 161115.01.05 (Cod LMI: TL-I-m-A-05872.02) | Situl arheologic de la Ostrov - "Piatra Frecăței" / ansamblu anonim (Categorie: locuire civilă) (Tip: Așezare civilă) | sat Ostrov, comuna Ostrov | Piatra Frecăței             | sec. II - VII                  |            | 45°07′00″N 28°10′00″E / 45.11666°N 28.16667°E | Încărcați imagine | Raportați eroare |
| 161115.01.06 (Cod LMI: TL-I-m-A-05872.03) | Situl arheologic de la Ostrov - "Piatra Frecăței" / ansamblu anonim (Categorie: locuire civilă) (Tip: necropola)      | sat Ostrov, comuna Ostrov | Piatra Frecăței             | sec. II                        |            | 45°07′00″N 28°10′00″E / 45.11666°N 28.16667°E | Încărcați imagine | Raportați eroare |
| 161115.01.07 (Cod LMI: TL-I-m-A-05872.03) | Situl arheologic de la Ostrov - "Piatra Frecăței" / ansamblu anonim (Categorie: locuire civilă) (Tip: necropola)      | sat Ostrov, comuna Ostrov | Piatra Frecăței             | sec. XII                       |            | 45°07′00″N 28°10′00″E / 45.11666°N 28.16667°E | Încărcați imagine | Raportați eroare |